# Джидё
Джидё (кит. упр. 治多, пиньинь Zhìduō, палл. Чжидо, тиб. འབྲི་སྟོད།, Вайли:  'bri stod, тиб. пиньинь: Zhidoi) — уезд в Юйшу-Тибетском автономном округе провинции Цинхай (КНР).

## История
В 1953 году из уезда Юйшу был выделен уезд Юсю (优秀县), который в 1954 году был переименован в Джидё.

## Административно-территориальное деление
Уезд Джидё делится на 1 посёлок и 5 волостей:
- Посёлок Гьягьиболог (加吉博洛格镇)
- Волость Доцай (多采乡)
- Волость Лисинь (立新乡)
- Волость Соцзя (索加乡)
- Волость Чжахэ (扎河乡)
- Волость Чжицюй (治曲乡)